# Кийли
Ки́йли (эст. Kiili), до 1971 года — Ве́некюла (эст. Veneküla), ранее также Ве́не (эст. Vene),  и Ве́не-кю́ля — городской посёлок в уезде Харьюмаа, Эстония. Является административным центром волости Кийли.

## География и описание
Расположен на расстоянии 21 километра от Таллина. Высота над уровнем моря — 52 метра.
Рядом с посёлком проходит шоссе Таллин—Набала.
Климат умеренный. Официальный язык — эстонский. Почтовый индекс — 75401.

## Население
По данным переписи населения 2011 года, число жителей посёлка Кийли составило 1497 человек, из них 1446 (96,6 %) — эстонцы.
По данным переписи населения 2021 года, в посёлке насчитывался 1841 житель, из них 1769 (96,3 %) — эстонцы.
Численность населения посёлка Кийли по данным переписей населения:
| Год  | 1959 | 1970  | 1979  | 1989  | 2000  | 2011   | 2021   |
| ---- | ---- | ----- | ----- | ----- | ----- | ------ | ------ |
| Чел. | 39   | ↗ 310 | ↗ 552 | ↗ 828 | ↗ 954 | ↗ 1497 | ↗ 1841 |

## История
Посёлок возник после Второй мировой войны на месте, где в прошедших столетиях размещались солдаты Русской императорской армии, и до 1971 года носил название Венекюла (с эст. русская деревня). 18 августа 2008 года посёлок Кийли получил статус волостного посёлка городского типа.
Как деревня, Венекюла впервые была упомянута в 1750 году как Wenne Külla при ревизии податных земель мызы Гроc-Саус (Суур-Саусти) (нем. Groß-Sauß, эст. Suur-Sausti mõis) в 1798 году — под названием Венекюлла (Wenekülla).

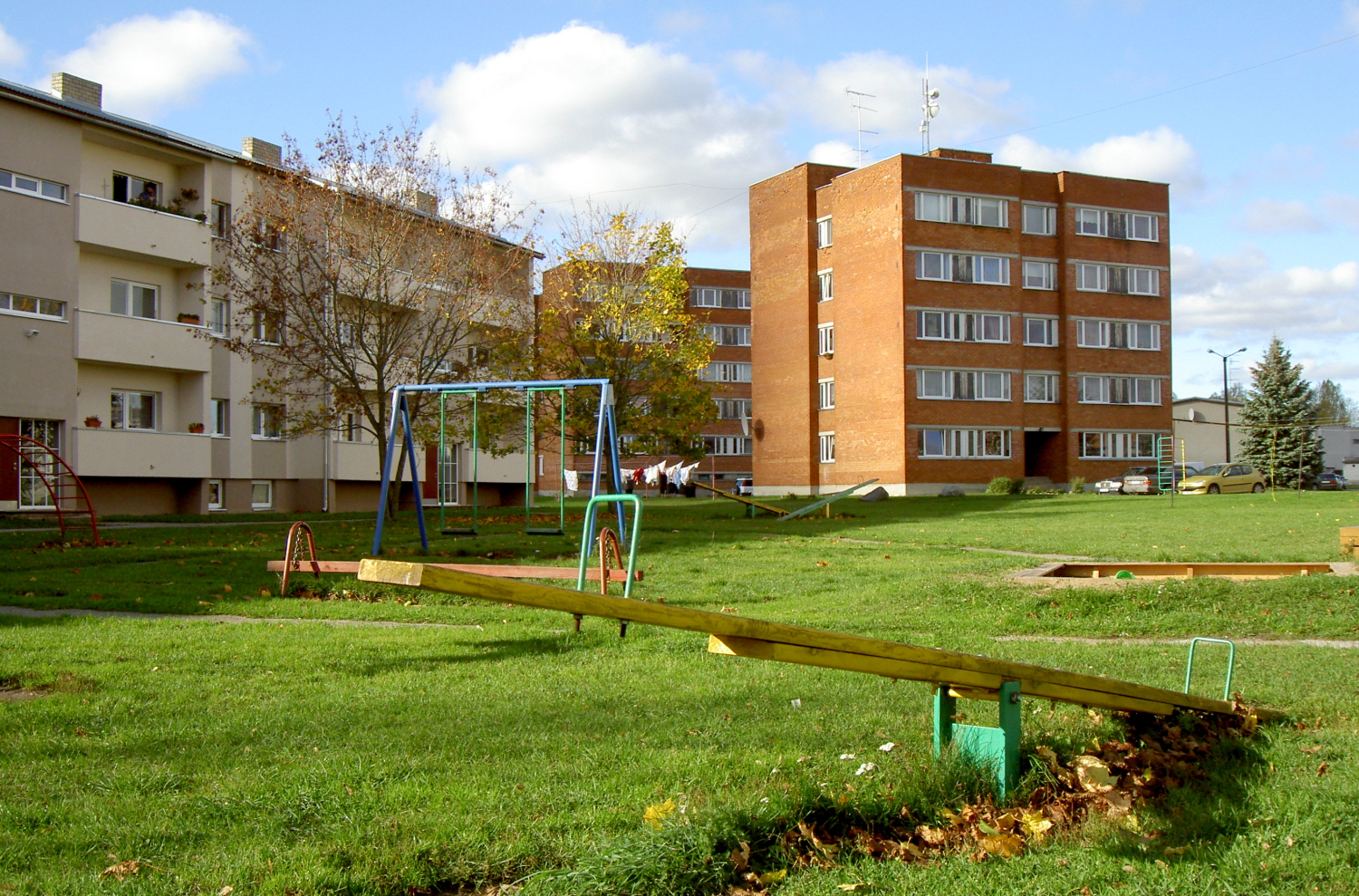
Жилые дома в Кийли

Нынешнее название поселения впервые было упомянуто в 1782 году, когда в ходе подушной переписи был записан один местный свободный человек по имени Куйли Юрри (Kuily Jurri) с женой Еввой, сыном Тынно и матерью Марри. Это название было дано по корчме Кийли (1844 Kili).
В  1858 году в деревне была открыта сельская школа (по другим данным — в 1861 году).
В 1914 году о Кийли писали следующее: «Князь Меншиков, некогда бывший наместником Эстляндии при императоре Петре I, привёз в Саусти и Костивере русских крестьян из своих имений в Московской и Ярославской губерниях России. В Саусти есть деревня Вене, хутора и бани с русскими названиями. У людей тоже русские фамилии, но сейчас все люди эстонизировались. Ещё 30 лет назад пожилые люди знали русский язык. Сейчас — никто».
В советское время Кийли был центром колхоза «Рахва Выйт» (эст. «Rahva Võit»). В посёлка работали Саустиская 8-классная школа, Тыдваское почтовое отделение и Курнаская библиотека.

## Инфраструктура
В посёлке находится гимназия Кийли, детский сад, народный дом, где работают кружки по интересам, Школа искусств, в которой обучают музыке и живописи. В доме спорта Кийли есть всё необходимое для проведения соревнований международного уровня. Далеко за пределами волости известен Кийлиский ансамбль старинной музыки.

## Происхождение топонима
Кийли (Kiili) — это финская фамилия, в свою очередь заимствованная от шведов (швед. kil — «полоса», «ёжик»). Возможно также её происхождение от личного латинского имени Virgilius.